# マカロニ

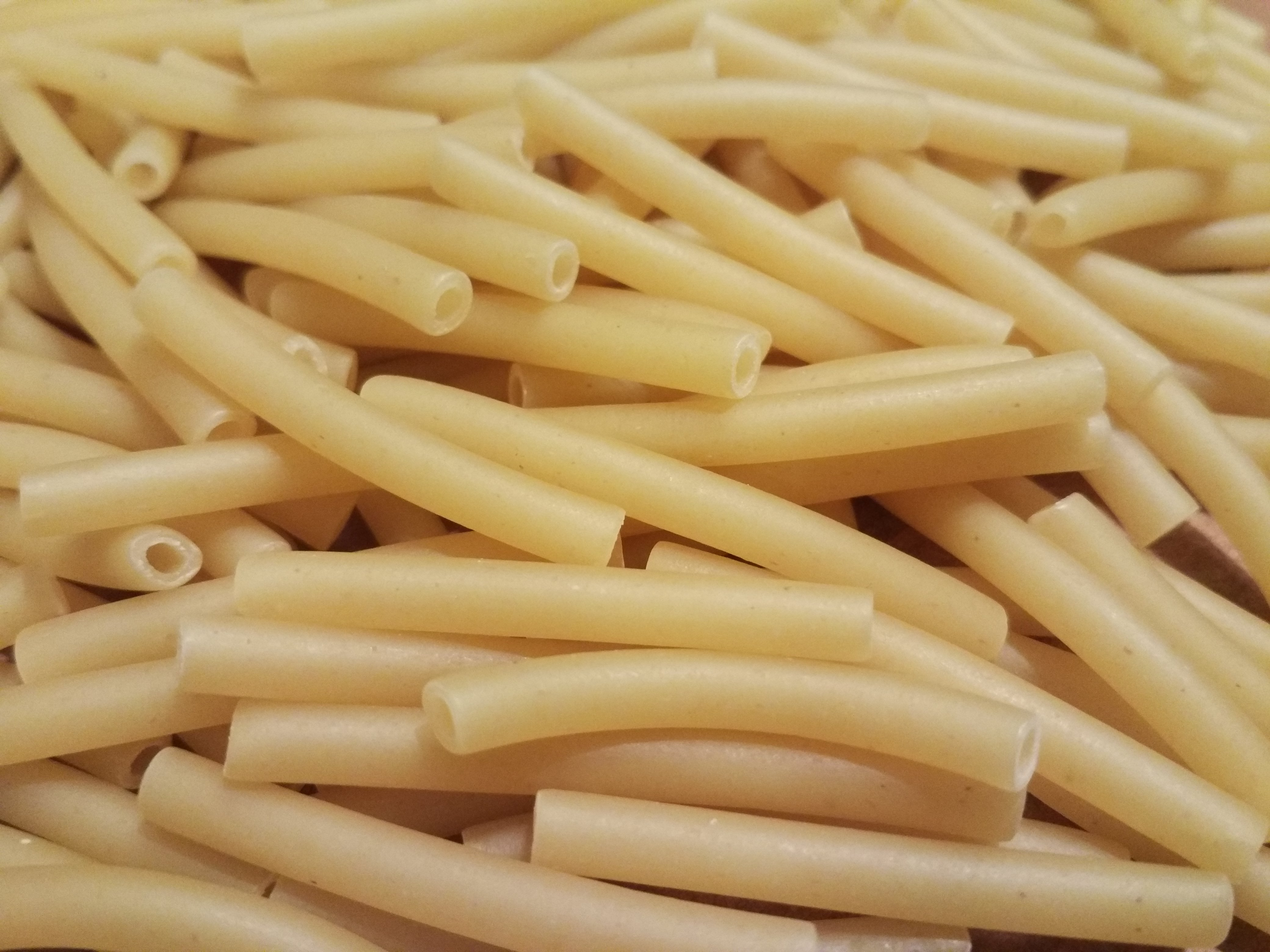
マカロニの接写

マカロニ（macaroni 英語: [ˌmækəˈroʊni] フランス語: [makaʁɔni]）は、イタリア料理で使われる麺類であるパスタの一種。語源は、イタリア語のマッケローネ（maccherone）の複数形マッケローニ（maccheroni）。

## 概要
イタリアで言うマッケローニ（Maccheroni）の語源はスパゲッティほど明確にはなっていない。この語の歴史は古くパスタが文献に登場し始めたころから存在するがその意味は一定していなかった。
一般にマカロニは筒状の短いパスタ（ショートパスタの一種）をいうが、古くはソースをあえて食べるパスタ全般を指して用いられることもあった。
現代でもパスタ料理の名称は、内容物や形態の特徴に由来するもの、その調理法に由来するものなど様々で統一がとれているわけではない。一般には短い穴開きパスタのうち、切り口が斜めのものはペンネ、表面に筋があるものはリガトーニと呼ばれ区別されている。また、細長いロングパスタのうち穴が開いて管状になっているものはブカティーニという。
日本農林規格（JAS）ではスパゲッティ等も含めて「マカロニ類」とし、マカロニを広く「マカロニ類のうち、2.5mm以上の太さの管状又はその他の形状（棒状又は帯状のものを除く。）に成形したものをいう。」と定義する。日本では螺旋状のショートパスタであるフジッリをカールマカロニ、貝殻状のショートパスタであるコンキリエをシェルマカロニと呼ぶことがある。

## 歴史
イタリアのジェノヴァでは12世紀にはシチリア産パスタによる交易が行われていた。イタリアの14世紀の『料理の書』（Liber de coquina）に「ジェノヴァのトゥリア」という料理が掲載されているが、パスタとして、トゥリアのほかにマカロニ（マッケローニの古称としてのマカロニ）やタリエリーニなども用いられている。
俗説ではマルコ・ポーロが元から持ち帰った小麦粉を練った食べ物を教皇に献上した際、あまりの味の良さに「おお、すばらしい（Ma Caroni）」といったことが命名の由来とされているが、マルコ・ポーロが帰国したのが1295年で、その前の1279年にジェノヴァの公証人が作成した財産目録に「マカロニ一杯の箱」とあり、名称の由来ともども元から持ち帰ったとする説も、認められるものではない。イタリアの語源辞典では大麦のお粥のようなものからとしているが、『食文化百科』では「小麦などを練る」の「マッカーレ」から派生した「マッコ」を語源にしているという。はっきりとした事情は不明だが、少なくとも14～15世紀のイタリアでは、小麦粉を練って成形、茹でて料理したものの総称として「マカロニ」の語が使用されていた。今日のように穴の開いたパスタを表わす語となったのは、17世紀以後とされる。
イタリアで15世紀半ばにマエストロ・マルティーニによって書かれた『料理法の書』（Libro de arte coquinaria）には、数種のマッカローニ（同書ではmaccaroniの表記）について記され、ローマ風マッカローニやシチリア風マッカローニのレシピが掲載されている。
日本には明治時代までに紹介されており、1872年に出版された日本で最初の西洋料理解説書『西洋料理指南』は竹管の如き「温純」（饂飩）として長いマッケローニを紹介している。また、日本では1883年（明治16年）、フランス人宣教師のマルク・マリー・ド・ロが長崎市に日本初の工場を作り、製造を始めている。このマカロニ工場（旧出津救助院）は、2003年（平成15年）12月25日に、国指定の重要文化財に指定されている。日本人によるマカロニは、大正2年もしくは3年の5月に、現在の新潟県加茂市で製造された。発端は、加茂町で素麺屋をしていた石附吉治が、1909年(明治42年)2月頃（明治33年という説もある）に鶏卵乾うどんを発明して横浜の貿易商に売り込んだ際、輸入されたマカロニの国内製造を打診されて20年間に亙って研究したが上手く行かず、吉治の死後に息子の吉郎が、2度の破産を経て完成させた。1936年（昭和11年）には、同町の業者が中心となって全国マカロニ協会が設立され、当時の商工省に陳情した結果、半年後にマカロニの輸入が禁止され、国産品を旧満州や中国、インド、南洋方面へ輸出されて外貨を獲得するまでになった。当初はグルテンの多いカナダ産小麦が使用されたが、日中戦争後の輸出入規制でカナダ産の確保が困難となり、旧満州産と北海道産の小麦が代替され、白いカナダ産と比べて黒っぽく支那そばのような見た目に変わったという。1940年（昭和15年）の国内生産は45万㎏で、6割が新潟県、残り4割が東京都と千葉県、そして兵庫県の尼崎市で製造されていた。戦前や戦中は、技術を持った職人による家内制手工業による製造だったが、戦後は米国産小麦の大量輸入によるオートメーション化に置き換わっていった。

## 製法
原料は基本的にデュラム小麦の小麦粉が用いられており、マカロニ小麦の別名があるほどパスタ専用の品種となっている。
成型工程は、混錬工程、脱気工程、押出成形工程からなる。押出成形工程では生地を圧縮シリンダー内に圧送しながら先端の鋳型を通して成形する。

## マカロニを使った料理

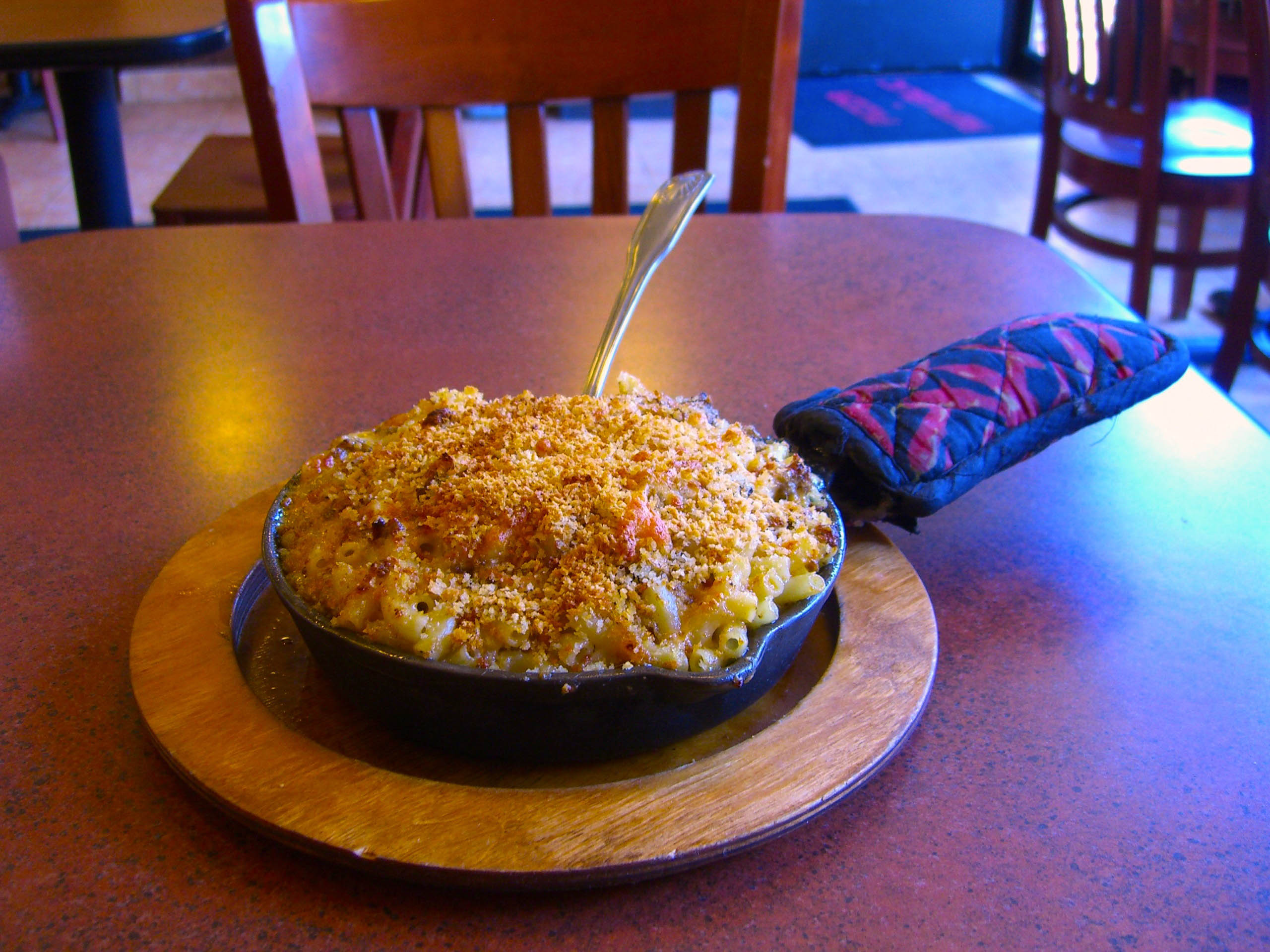
アメリカ家庭料理定番の「マカロニ・アンド・チーズ」

### アメリカ合衆国
アメリカでは、1789年に第3代大統領トーマス・ジェファーソンがフランスから帰国した時にマカロニを作る機械を持ち帰ったとされている。またジェファーソンは自邸モンティチェロで茹でたマカロニをおろしたチーズとバターで和えてオーブンで焼いた、今日の「マカロニ・アンド・チーズ」とよく似た料理を供させたことが知られている。マカロニ・アンド・チーズの歴史は古く、アメリカ合衆国建国以前のイギリスではよく似た料理が「マカロニプディング」という名で知られていた。
シカゴ周辺ではチリコンカーンにマカロニを入れた料理をチリ・マック（chili mac）と呼び、アメリカ軍のMREのメニューの一つにもなっている。

### エジプト
エジプト国内で食べられている軽食「コシャリ」にマカロニが使われている。

### 香港
広東語で、穴あきのマカロニは「通心粉 tung1sam1fan2 トンサムファン」と呼ばれるが、茶餐廳と呼ばれる喫茶レストランの朝食セットでは、マカロニ入りのコンソメスープと目玉焼きなどが定番のひとつである。

### 日本
日本のマカロニ料理にマカロニグラタンやマカロニサラダがある。

## 比喩

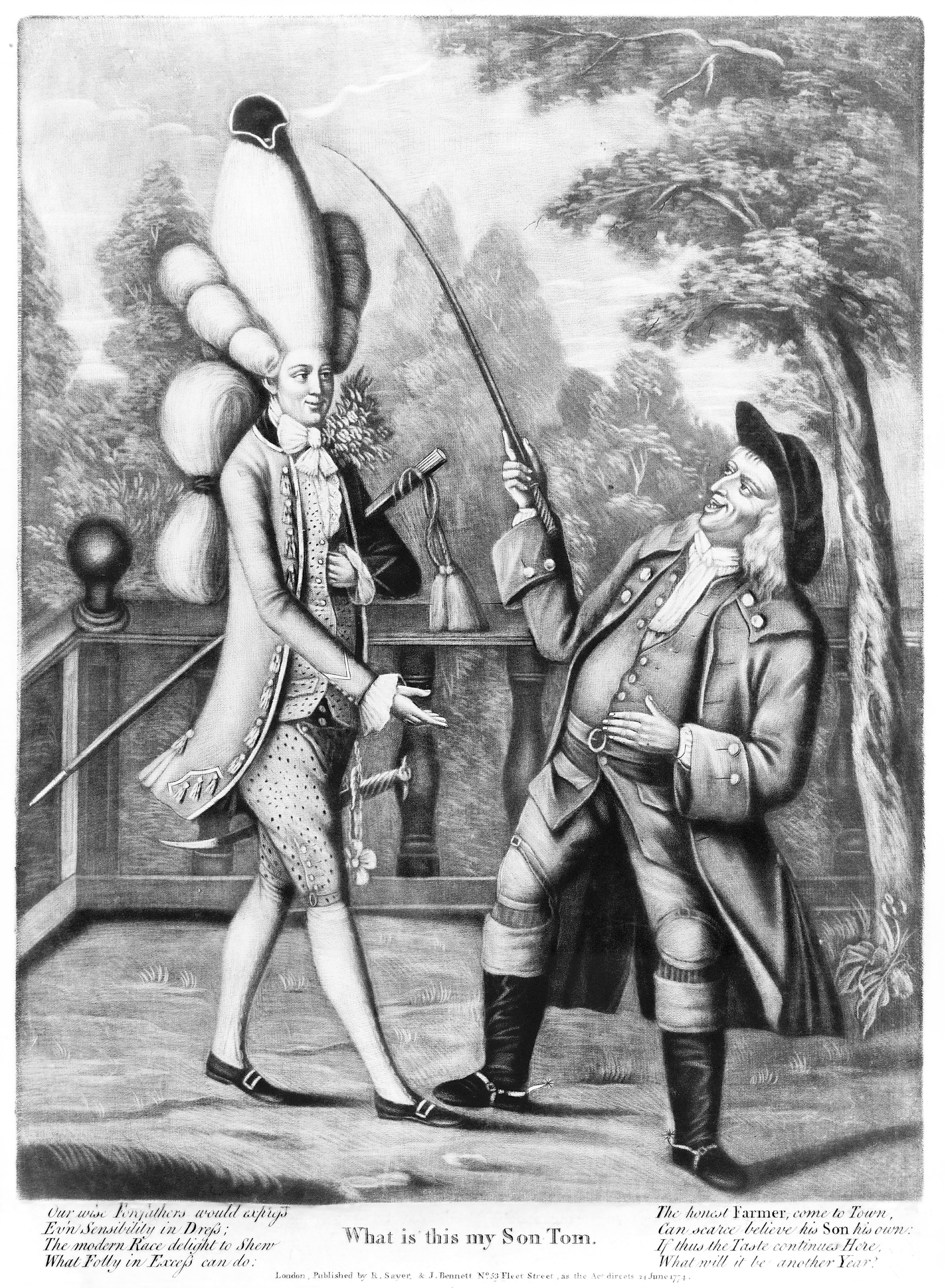
“マカロニ”と形容されたファッションを風刺した絵
（1774年）

- 16世紀から17世紀にかけて、イタリア語にラテン語のような語尾をつけて、風刺に使うのが流行したことがあり、これをマカロニ・ラテン語（英語：macaroni Latin または macaronic Latin）と呼んだ。転じて異なる言語をごちゃ混ぜにして書いたり喋ったりすることをマカロニックと呼ぶ。
- 18世紀のイギリスでは、イタリアで最先端の流行に触れ、それを持ち帰って広めた者や最先端の流行に対して「マカロニ」という言葉が使われた。また、大変奇抜なファッションに身を包み、奇抜な言葉遣いをする男性も「マカロニ」と呼ばれた。
アメリカ独立戦争の頃にアメリカで流行した愛国歌『ヤンキードゥードゥル』の1節に『Stuck a feather in his cap/and called it macaroni』（彼は帽子に羽を挿し、マカロニと呼んだ）とあるのは、田舎者の植民地人は帽子に羽を挿しただけで斬新でマカロニ的だと考えるだろうと、イギリス人から見たアメリカ植民地人の垢抜けなさを揶揄したものである。マカロニペンギンの標準和名もこのマカロニにちなむ。
- イタリア統一運動において、ジュゼッペ・ガリバルディがナポリを解放した際に、「諸君、マッケローニこそ、（イタリア人なら誰もが食べている、イタリア人のアイデンティティとして）イタリアを統一するものになるであろう」と宣言したとされる。この場合のマッケローニはパスタ全般を意味する。
- 20世紀の中ごろにイタリアで作られた西部劇を日本ではマカロニ・ウェスタンと呼ぶ。
英米伊仏などでは「スパゲッティ・ウェスタン」と呼んでいるが、映画評論家の淀川長治が「スパゲッティでは細くて貧弱そうだ」ということで「マカロニ・ウェスタン」と改名した。